# Anton Malej
Anton Malej (født 1908 i Ljubljana, død 15. juni 1930 i Luxembourg) var en jugoslavisk gymnast, som deltog i OL 1928 i Amsterdam. 

## Gymnastikkarriere
Malej begyndte at dyrke gymnastik som 14-årig i klubben Sokol, og som 18-årig i 1926 var han medlem af klubbens seniorhold. Han deltog ved OL 1928 både individuelt og på det jugoslaviske hold. Individuelt blev han blev hans bedste placering to 15. pladser (i ringe og spring over hest), og han blev nummer 25 i den samlede konkurrence. Det jugoslaviske hold, som ud over Malej bestod af Leon Štukelj, Jože Primožič, Edvard Antonijevič, Boris Gregorka, Janez Porenta, Stane Derganc og Drago Ciotti, vandt bronze med 1.648.750 point efter guldvinderne fra Schweiz med 1.718.625 og Tjekkoslovakiet med 1.712.250 point.
I 1929-1930 aftjente han sin værnepligt, men da han havde afsluttet denne, var han igen med på det jugoslaviske landshold, der deltog i VM i Luxembourg det år. Her var Malej uheldig at falde og glide efter afslutningen af sin ringøvelse, og da stævnet blev afholdt udendørs, mens det regnede, pådrog han sig en alvorlig skade i rygsøjlen, hvilket kostede ham livet få uger senere.
Siden 1970 har der været afholdt et årligt gymnastikmindestævne til ære for ham i Ljubljana, og der findes gader i Ljubljana og Bohinjska Bistrica, der er opkaldt efter ham.